# Tschammer (Adelsgeschlecht)

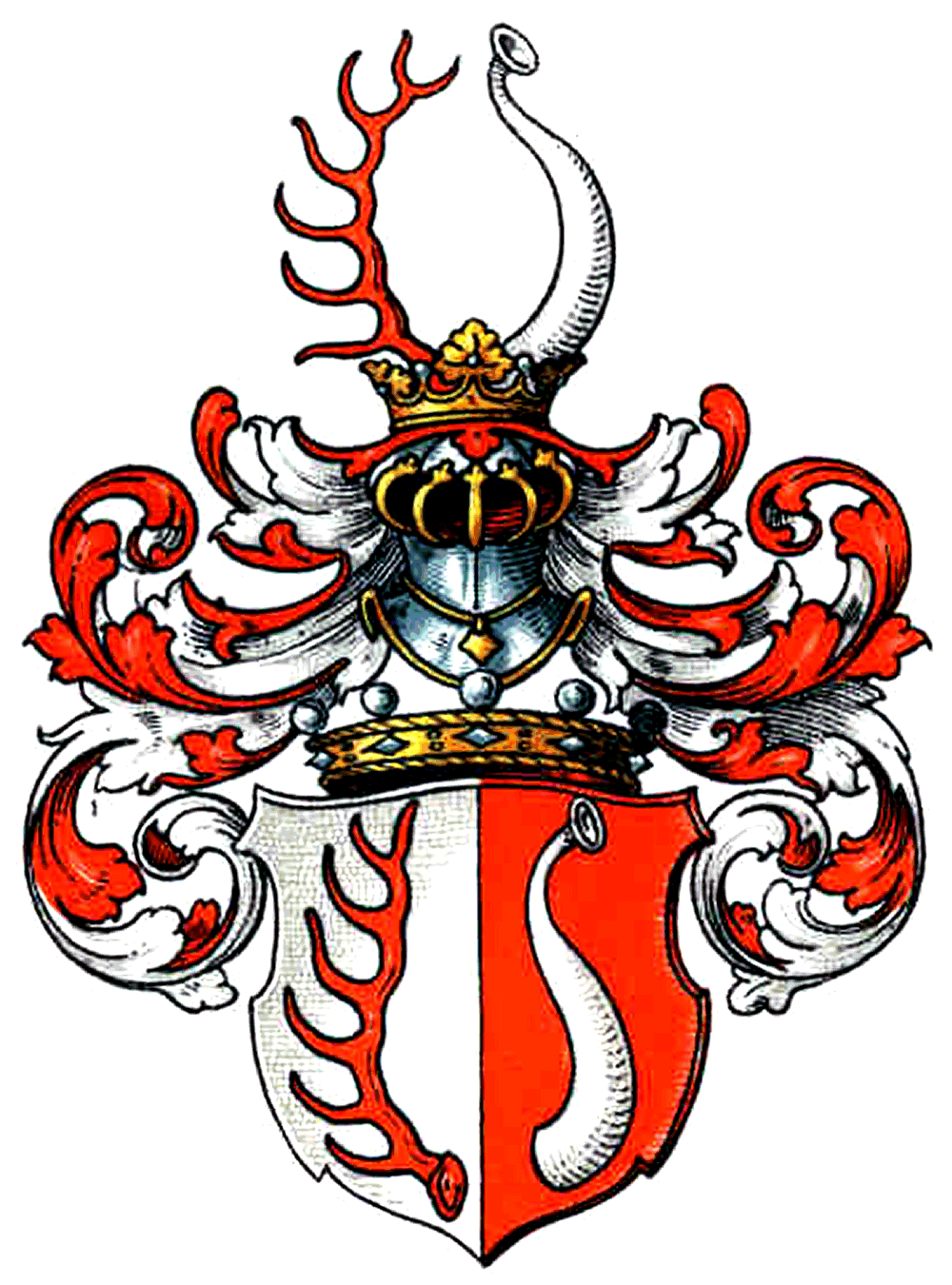
Wappen derer von Tschammer
(Stamm Rogala)

Tschammer ist der Name eines schlesischen Uradelsgeschlechts. 

## Geschichte
Das Geschlecht erscheint urkundlich erstmals am 8. Juli 1248 mit dem Ritter Sambor. Die gesicherte Stammreihe beginnt mit Georg von Tschammer auf Iskositz um 1400. Die Schreibweise des Familiennamens wechselt zwischen Sambor, Zambor, Czambor, Tschambor und Tschammer.  
Am 8. Juli 1725 wurde die jüngere Linie für die Vettern Ernst Balthasar, auf Thiergarten und Kampern, und Heinrich Oswald von Tschammer und Osten, auf Petersdorf, in den Böhmischen Freiherrenstand erhoben. Die ältere Linie wurde am 9. März 1920 für Hans von Tschammer und Osten (1856–1922), kgl. sächs. Oberstleutnant, in das Sächs. Adelsbuch unter der Nr. 552 eingetragen. Beide Linien, im Uradel als von Tschammer und Osten und im freiherrlichen Haus als von Tschammer und Quaritz und von Tschammer und Osten, existieren noch heute.

## Wappen
Das Stammwappen (der Wappengemeinschaft Rogala) ist gespalten, rechts in Silber eine rote achtendige rechte Hirschstange, links in Rot ein linkes silbernes Büffelhorn. Auf dem Helm mit rot-silbernen Decken die Hirschstange und das Büffelhorn.

## Bekannte Namensträger
- Georg Ernst von Tschammer (1705–1762), preußischer Landrat im Kreis Wohlau
- Friedrich Wilhelm Alexander von Tschammer und Osten (1737–1809), deutscher Generalmajor
- Ernst Adolf Ferdinand Sebastian von Tschammer und Osten (1739–1812), preußischer Generalmajor, Bruder des Vorigen
- Ernst Freiherr von Tschammer und Osten († 1857), auf Dromsdorf, Landschaftsdirektor des Fürstentums Schweidnitz und Jauer, Kammerherr[5]
- Gertrud von Tschammer und Quaritz (1831–1890), verheiratete von Richthofen, deutsche Autorin und Lyrikerin
- Heinrich Ernst Carl von Tschammer und Quaritz (1757–1815), preußischer Landrat
- Konrad Freiherr von Tschammer und Osten (* 1838), Kammerherr,[6] Wirklicher Geheimer Rat, Generallandschaftsdirektor, MdHH auf Lebenszeit[7][8]
- Georg von Tschammer und Quaritz (1869–1952), deutscher Politiker und Staatssekretär für Elsaß-Lothringen
- Eckart Hans von Tschammer und Osten (1885–1946), deutscher Generalmajor
- Hans von Tschammer und Osten (1887–1943), Reichssportführer und Mitglied des Reichstages
- Berndt Tschammer-Osten (1942–2013), deutscher Ökonom und Hochschullehrer